# Knock (Buiten-Hebriden)
Knock (Schots-Gaelisch: An Cnoc) is een plaats op het eiland Lewis, een deel van de Buiten-Hebriden. De plaats ligt op het Point-schiereiland nabij de hoofdplaats Stornoway. Op dit (naar verhouding dichtbevolkte) schiereiland neemt als een van de weinige plaatsen op de Buiten-Hebriden de bevolking nog toe. Het gehele schiereiland heeft circa 2.600 inwoners.
In Knock is een kerk van de Free Church of Scotland (Continuing). Deze kerk is gebouwd in 2011. Deze kerk is een afsplitsing van de Point Free Church, waarvan het kerkgebouw staat in het nabijgelegen New Garrabost.

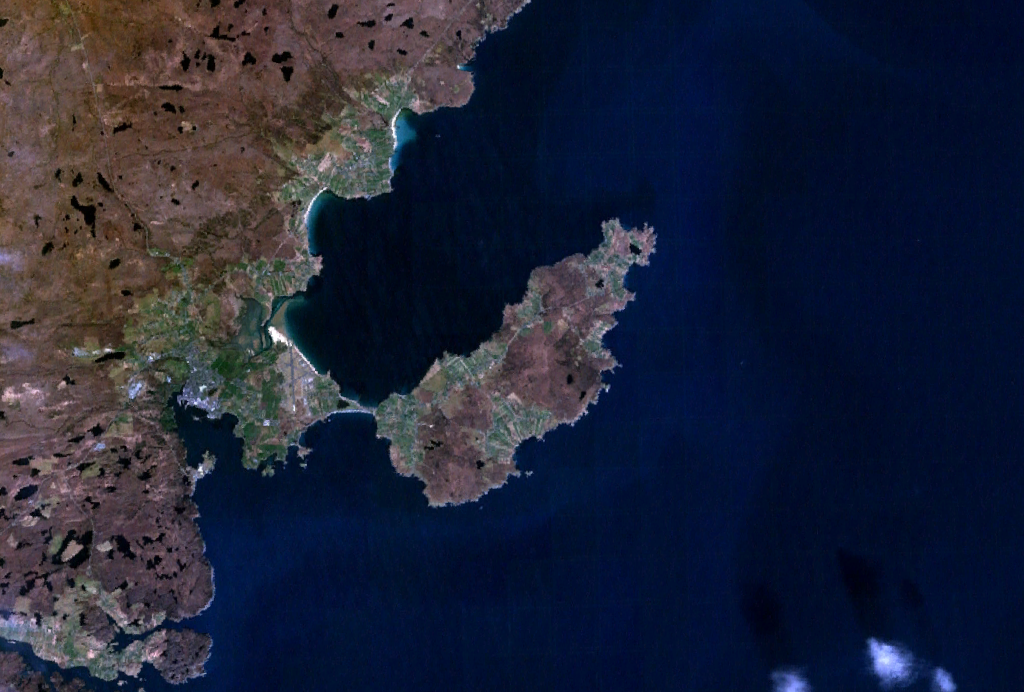
Point Schiereiland